# Tasmin Pepper

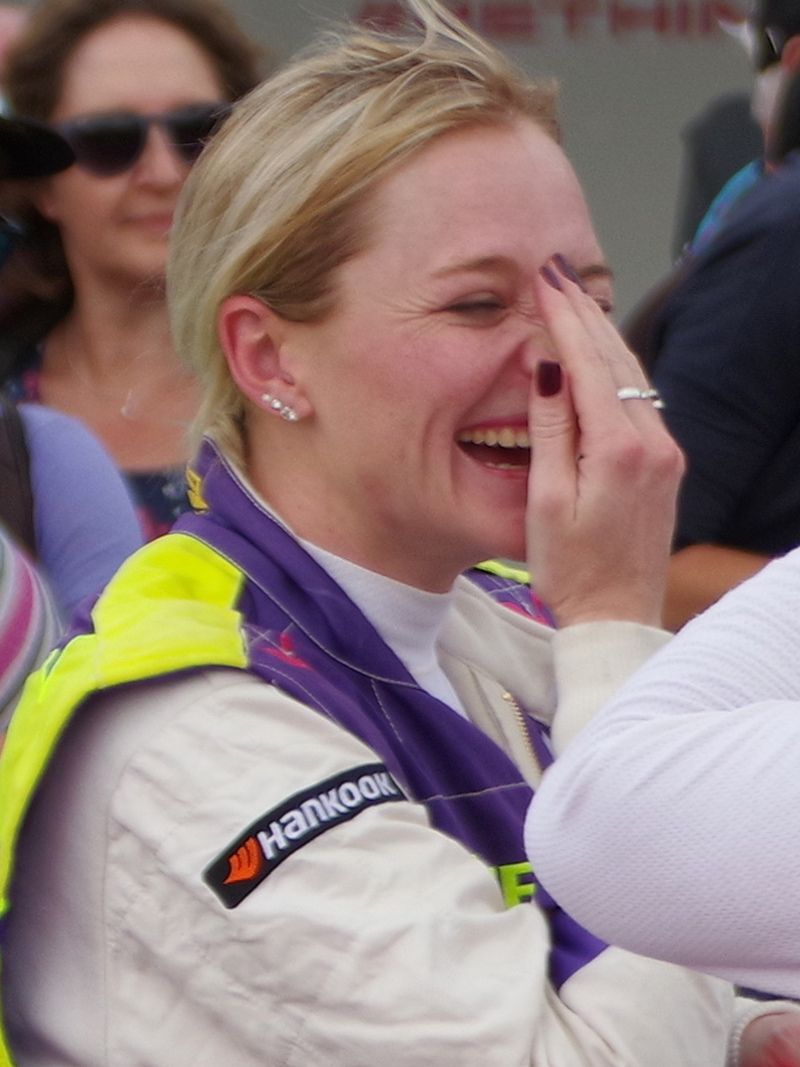
Tasmin Pepper 2019 in der W Series

Tasmin Pepper (* 19. Juni 1990 in Edenvale) ist eine südafrikanische Automobilrennfahrerin. Sie ist die ältere Schwester des Rennfahrers Jordan Pepper.

## Karriere
Tasmin Pepper begann im Kartsport ihre Motorsportlaufbahn. Dort fuhr sie bis 2009.
2006 und 2007 startete sie in der Südafrikanischen Formel Ford und erreichte 2007 mit dem vierten Platz im Gesamtergebnis ihr bestes Resultat in der Rennserie.
In der Saison 2008 ging sie in der Formula BMW Pacific mit einem Mygale FB02 an den Start und wurde 13. in der Gesamtwertung. Gleichzeitig fuhr sie in dem Jahr in der Formel Volkswagen Südafrika. Dort startete sie bis 2012 und belegte 2010 mit dem Vize-Meistertitel ihre beste Gesamtplatzierung in der Serie.
Danach wechselte sie in den Südafrikanischen Volkswagen Polo Cup. In diesem Markenpokal startete sie von 2013 bis 2017 und erreichte 2014 mit dem vierten Rang ihr bestes Gesamtergebnis.
In der Saison 2019 fuhr sie in der W Series und wurde Zehnte im Gesamtklassement. 2020 startete sie in der W Series Esports League, da die W Series 2020 wegen der COVID-19-Pandemie abgesagt wurde und belegte dort den fünften Gesamtplatz.

## Statistik

### Einzelergebnisse in der W Series
| Jahr | 1   | 2   | 3   | 4   | 5   | 6   | Punkte | Rang |
| ---- | --- | --- | --- | --- | --- | --- | ------ | ---- |
| 2019 | HOC | ZOL | MIS | NOR | ASS | BRA | 22     | 10.  |
| 2019 | 8   | 6   | 7   | 8   | DNF | 12  | 22     | 10.  |